# Camino Francés

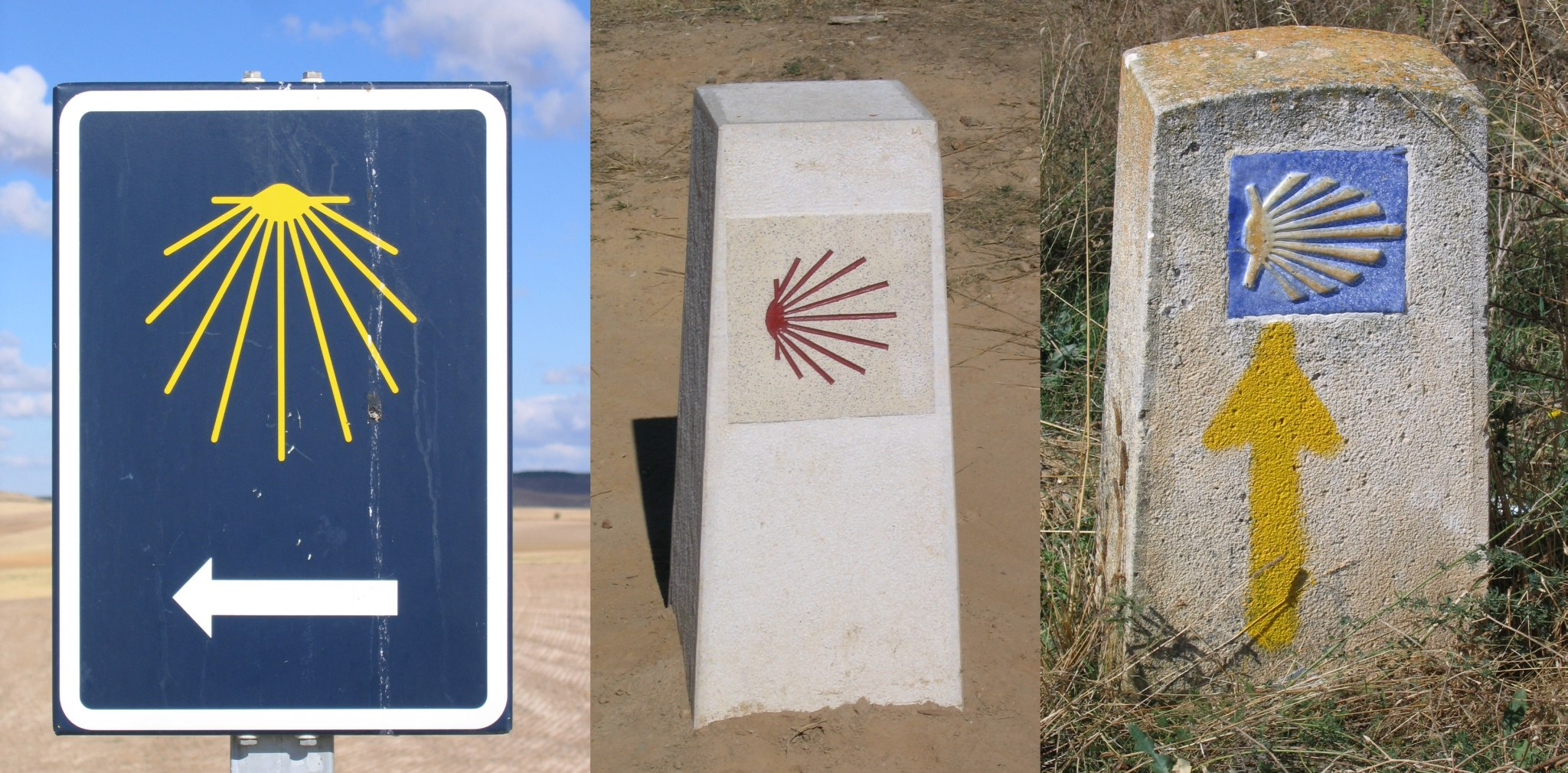
Die Jakobsmuschel und der gelbe Pfeil sind die typischen Orientierungshilfen entlang des Weges

Der Camino Francés (deutsch: „Französischer Weg“) ist der klassische Jakobsweg, der auf einer Strecke von knapp 800 Kilometern quer durch den Norden Spaniens von den Pyrenäen nach Santiago de Compostela führt. Im Jahr 1993 wurde der Weg und die ihn begleitenden Kirchen- und Hospitalbauten als UNESCO-Welterbe eingetragen.

Routenverlauf von Sarria nach Santiago, dem am meisten frequentierten Abschnitt aller Jakobswege

## Geschichte

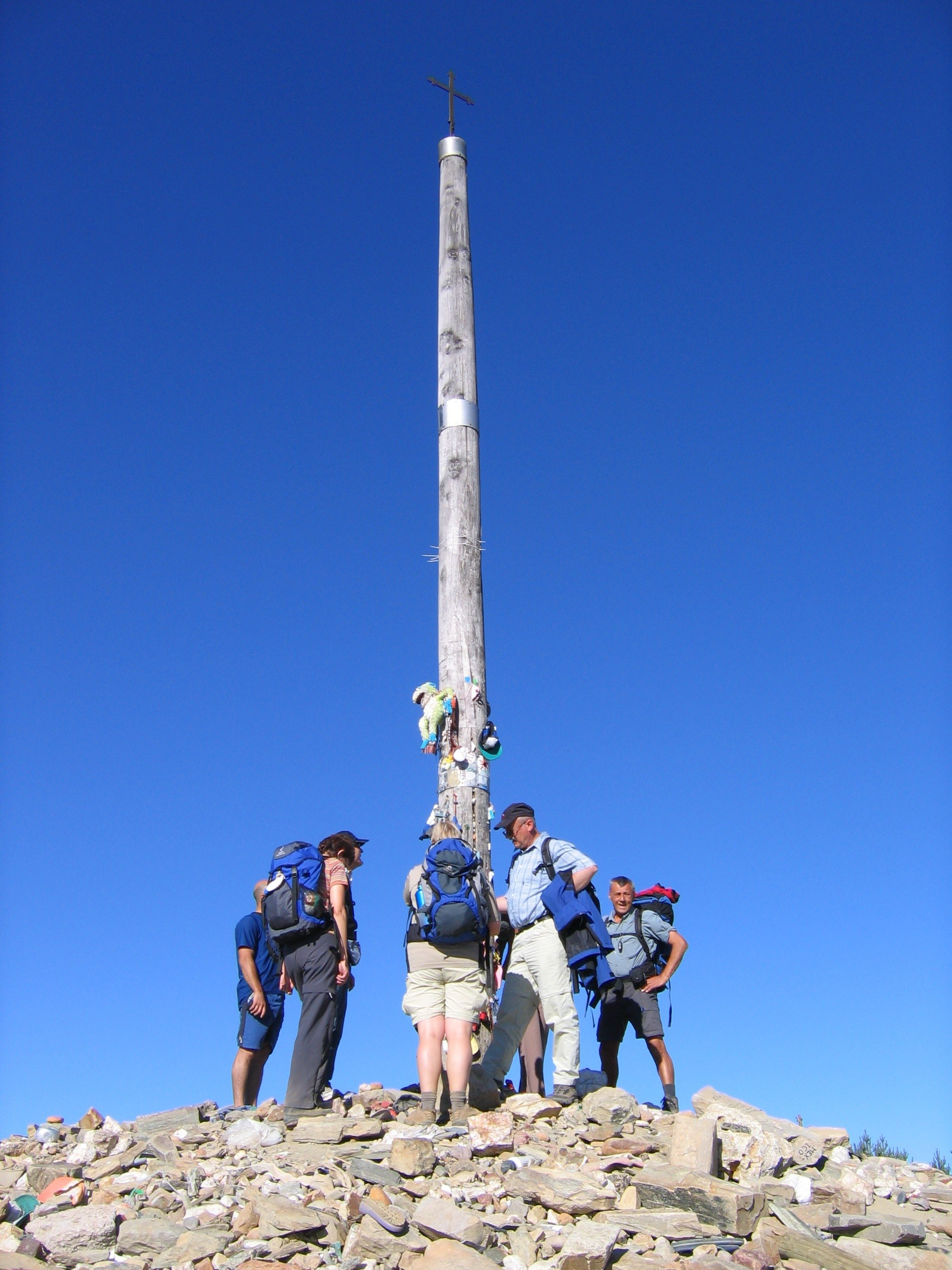
Das Eiserne Kreuz (Cruz de Ferro) vor Ponferrada, an dem viele Pilger einen symbolischen Sorgenstein ablegen

Die Entstehung des Camino Francés, des klassischen Jakobsweges von den Pyrenäen nach Santiago, reicht bis in die erste Hälfte des 11. Jahrhunderts zurück. Die Historia Silense berichtet um 1118, dass König Sancho III. Garcés von Navarra (reg. 1004–1035) die Voraussetzungen für den Weg zwischen den Pyrenäen und Nájera geschaffen habe. Die Ersterwähnung der großen nordspanischen Verkehrsachse, die die Königsstädte Jaca (Provinz Huesca), Pamplona (Navarra), Burgos (Kastilien) und León verband und weiter zum Jakobsgrab führte, stammt aus dem Jahr 1047: In der Gründungsurkunde des Hospitals von Arconada (bei Villalcázar de Sirga) ist bereits von Pilgern nach Rom und nach Santiago die Rede, welche die am Hospital vorüber führende Straße benutzten.
Seit dem 11. Jahrhundert bemühten sich die Herrscher sämtlicher christlicher Reiche in Nordspanien, durch die Gewährung von Freiheitsrechten, Privilegien und Steuerbefreiungen Siedler aus Frankreich anzuziehen, um den Camino Francés mit Marktsiedlungen auszustatten. Die Bezeichnung Camino Francés, erstmals für das 12. Jahrhundert in Astorga belegt, bezieht sich auf diese Siedler. Von etwa 1050 an häufen sich Hospitalstiftungen durch Könige, Fürsten, Geistliche, Mönchs- und Ritterorden. Um 1130 scheinen entlang des Camino Francés in Abständen von etwa 15 Kilometern Hospitäler bestanden zu haben. Ab dem 14. Jahrhundert wurde die karitative Infrastruktur durch private oder bruderschaftliche Stiftungen kleinerer Herbergen weiter verdichtet.

## Route
Der Camino Francés beginnt an den Pyrenäenpässen von Somport (Aragón) oder von Roncesvalles (Navarra), von wo zwei Stränge nach Puente la Reina (Navarra) führen. Im ersten Fall, dem des Camino Aragonés, führt der Weg über Jaca, Sangüesa (Navarra), Monreal (Navarra) und Eunate, im zweiten Fall über Pamplona. Beide Stränge vereinigen sich in Puente la Reina, von wo die Pilger dem Weg weiter folgen über Estella (Navarra), Viana, Logroño (La Rioja), Nájera, Santo Domingo de la Calzada, Belorado, San Juan de Ortega und Burgos. Dort stößt eine Nebenroute von Bayonne über Tolosa (Gipuzkoa), Vitoria-Gasteiz, Miranda de Ebro und Briviesca hinzu.
Nach dem Verlassen von Burgos passieren die Pilger Castrojeriz, Frómista, Carrión de los Condes, Sahagún und León. Auch in León kommt ein Pilgerweg hinzu, der in Oviedo in Asturien von dem Camino de la Costa, der ebenfalls nach Santiago de Compostela führt, abzweigt. Weiter geht es von León über Puente de Órbigo, Astorga, Ponferrada, Villafranca del Bierzo, O Cebreiro, Sarria, Portomarín, Palas de Rei und Arzúa, bis die Pilger Santiago de Compostela erreichen.
Entlang des Camino Francés hat man während des 11. und 12. Jahrhunderts zahlreiche Kirchen und Hospitäler zu Ehren des Apostels Jakobus errichtet. Auch deshalb gilt der Camino Francés als der Teil des Weges mit der höchsten Dichte an Kulturschätzen. Immer noch kann man in den Dörfern am Weg eine Calle del Camino („Straße des Pilgerweges“) oder eine Iglesia de Santiago („Jakobskirche“) sehen, die den mittelalterlichen Wegeverlauf anzeigen.
In den unterschiedlichen Publikationen werden mitunter sehr differierende Angaben zur Länge des Camino Francés gemacht. Das mag zum einen an unterschiedlichen Grundlagen und Methoden der Messungen liegen, zum anderen an Veränderungen der Wegführung. Das Jakobus-Portal der Kathedrale von Santiago de Compostela (siehe Weblinks) gibt als Entfernung ab Saint-Jean-Pied-de-Port 774 km an.
Der Weg ist auch als spanischer Fernwanderweg GR-65 markiert.

Wegschema des „Camino Francés“ nach Santiago de Compostela

### Detaillierte Wegführung
(Bei Tagesetappen von durchschnittlich 26 km)
| Nr. | km ab Saint-Jean | km nach Santiago | Entfernung | Start                       | Stationen | Höhenverlauf                        | Ende                        | Anmerkung |
| --- | ---------------- | ---------------- | ---------- | --------------------------- | --- | ----------------------------------- | --------------------------- | --- |
| 1   | 0                | 769              | 25         | Saint-Jean-Pied-de-Port     | Valcarlos, Puerto de Ibañeta                                                                                                   | 175 – 1057 – 962 msmm               | Roncesvalles                | Grenze Frankreich – Spanien; Pyrenäen                                                                               |
| 2   | 25               | 744              | 21,5       | Roncesvalles                | Burguete, Espinal (Navarra), Bizkarreta-Gerendiain, Lintzoain, Erro-Pass                                                       | 962 – 760 – 801 msmm                | Zubiri                      | |
| 3   | 46,5             | 722,5            | 22         | Zubiri                      | Larrasoaña, Zuriáin, Iroz, Zabaldica, Villava, Burlada                                                                         | 801 – 423 – 449 msmm                | Pamplona                    | |
| 4   | 68,5             | 700,5            | 23,5       | Pamplona                    | Cizur Menor, Guenduláin, Zariquiegui, Alto del Perdón, Uterga, Muruzábal, Obanos                                               | 449 – 633 – 344 msmm                | Puente la Reina             | Trifft kurz vor Puente la Reina auf den aragonesischen Zweig                                                        |
| 5   | 92               | 677              | 22         | Puente la Reina             | Mañeru, Cirauqui, Lorca, Villatuerta                                                                                           | 344 – 496 – 421 msmm                | Estella                     | |
| 6   | 114              | 655              | 22         | Estella                     | Irache, Azqueta, Villamayor de Monjardín                                                                                       | 421 – 605 – 438 msmm                | Los Arcos                   | |
| 7   | 136              | 633              | 28         | Los Arcos                   | Sansol, Torres del Río, Viana                                                                                                  | 438 – 485 – 384 msmm                | Logroño                     | |
| 8   | 164              | 605              | 29         | Logroño                     | Navarrete | 384 – 512 – 485 msmm                | Najera                      | |
| 9   | 193              | 576              | 21         | Nájera                      | Azofra, Cirueña | 485 – 715 – 638 msmm                | Santo Domingo de la Calzada | Ab Azofra Variante nach Cañas und zum Kloster San Millán de la Cogolla                                              |
| 10  | 214              | 555              | 23         | Santo Domingo de la Calzada | Grañón, Redecilla del Camino, Castildelgado, Villamayor del Río                                                                | 638 – 777 – 845 – 772 msmm          | Belorado                    | |
| 11  | 237              | 532              | 24         | Belorado                    | Tosantos, Villambistia, Espinosa del Camino, Villafranca Montes de Oca                                                         | 772 – 1000 msmm                     | San Juan de Ortega          | |
| 12  | 261              | 508              | 28         | San Juan de Ortega          | Agés, Atapuerca, Cardeñuela, Orbaneja Ríopico, Villafría                                                                       | 1000 – 1101 – 856 msmm              | Burgos                      | |
| 13  | 289              | 480              | 40         | Burgos                      | Villalbilla, Tardajos, Rabé de las Calzadas, Hornillos del Camino, San Bol, Hontanas, Kloster San Anton de Castrojeriz         | 856 – 890 – 808 msmm                | Castrojeriz                 | Ab Burgos gemeinsame Wegführung mit der Ruta de la Lana                                                             |
| 14  | 329              | 440              | 23         | Castrojeriz                 | Puente de Itero, Itero de la Vega, Boadilla del Camino                                                                         | 808 – 765 – 788 msmm                | Frómista                    | |
| 15  | 352              | 417              | 19         | Frómista                    | Población de Campos, Villarmentero de Campos, Villalcázar de Sirga                                                             | 788 – 830 msmm                      | Carrión de los Condes       | |
| 16  | 371              | 398              | 39         | Carrión de los Condes       | Calzadilla de la Cueza, Ledigos, Terradillos de los Templarios, Moratinos, San Nicolás del Real Camino                         | 830 – 889 – 822 msmm                | Sahagún                     | |
| 17  | 410              | 359              | 19,5       | Sahagún                     | Calzada del Coto, Bercianos del Real Camino                                                                                    | 822 – 881 msmm                      | El Burgo Ranero             | Ab Calzada del Coto parallele Streckenführung über Calzadilla de los Hermanillos nach Reliegos                      |
| 18  | 429,5            | 339,5            | 38         | El Burgo Ranero             | Reliegos, Mansilla de las Mulas, Villamoros, Puente de Villarente, Arcahueja, Valdelafuente                                    | 881 – 786 – 849 – 838 msmm          | León                        | In León Start des „klassischen Umwegs“ zur Cámara Santa in Oviedo                                                   |
| 19  | 467,5            | 301,5            | 24         | León                        | Trobajo del Camino, Virgen del Camino, Valverde de la Virgen, San Miguel del Camino                                            | 838 – 905 – 800 msmm                | Villadangos del Páramo      | |
| 20  | 491,5            | 277,5            | 28         | Villadangos del Páramo      | San Martín del Camino, Hospital de Órbigo, Villares de Órbigo, Santibáñez de Valdeiglesia, San Justo de la Vega                | 800 – 870 – 817 – 868 msmm          | Astorga                     | Ab Astorga gemeinsame Wegführung mit der Via de la Plata                                                            |
| 21  | 519,5            | 249,5            | 20         | Astorga                     | Murias de Rechivaldo, Santa Catalina de Somoza, El Ganso                                                                       | 868 – 1145 msmm                     | Rabanal del Camino          | |
| 22  | 539,5            | 229,5            | 32,5       | Rabanal del Camino          | Foncebadón, Cruz de Ferro, Manjarín, El Acebo, Riego de Ambrós, Molinaseca                                                     | 1145 – 1500 – 508 msmm              | Ponferrada                  | |
| 23  | 572              | 197              | 23         | Ponferrada                  | Columbrianos, Camponaraya, Cacabelos                                                                                           | 508 – 525 – 464 – 505 msmm          | Villafranca del Bierzo      | |
| 24  | 595              | 174              | 30         | Villafranca del Bierzo      | Pereje, Trabadelo, La Portela de Valcarce, Ambasmestas, Vega de Valcarce, Ruitelán, Las Herrerías, La Faba, Laguna de Castilla | 505 – 1300 msmm                     | O Cebreiro                  | |
| 25  | 625              | 144              | 36,5       | O Cebreiro                  | Liñares, Hospital de la Condesa, Padornelo, Alto do Poio, Fonfría, As Pasantes, Biduedo, Ramil, Triacastela, Samos, Calvor     | 1300 – 1228 – 1337 – 520 – 800 msmm | Sarria                      | |
| 26  | 661,5            | 107,5            | 21         | Sarria                      | Barbadelo, Mercado de Serra, Brea, Ferreiros, Vilachá                                                                          | 800 – 435 msmm                      | Portomarín                  | |
| 27  | 682,5            | 86,5             | 24,5       | Portomarín                  | Gonzar, Ligonde | 435 – 540 msmm                      | Palas de Rei                | |
| 28  | 707              | 62               | 25,5       | Palas de Rei                | San Xulián do Camiño, Leboreiro, Furelos, Melide, Boente, Castañeda, Ribadiso                                                  | 540 – 300 – 385 msmm                | Arzúa                       | Ab Melide gemeinsame Wegführung mit dem Camino Primitivo, ab Arzúa gemeinsame Wegführung mit dem Camino de la Costa |
| 29  | 732,5            | 36,5             | 36,5       | Arzúa                       | Santa Irene, Amenal, Lavacolla, Monte de Gozo                                                                                  | 385 – 240 – 340 – 260 msmm          | Santiago de Compostela      | |

### Virtuelle Begehung
Mit der zweiteiligen Navigationsleiste Camino Francés, die sich jeweils am Ende der Ortsartikel befindet, ist die virtuelle Begehung dieses spanischen Jakobswegs möglich. Die Leiste enthält neben der Verlinkung des vorhergehenden und des folgenden Ortes – im nachstehenden Beispiel werden Start- und Endpunkt angeführt – eine ausklappbare Übersicht aller Orte in tatsächlicher Reihenfolge Richtung Santiago de Compostela.
← Vorhergehender Ort: Saint-Jean-Pied-de-Port | Camino Francés | Nächster Ort: Santiago de Compostela →

Saint-Jean-Pied-de-Port |
Valcarlos |
Puerto de Ibañeta |
Roncesvalles |
Burguete |
Espinal (Navarra) |
Bizkarreta-Gerendiain |
Lintzoain |
Erro-Pass |
Zubiri |
Larrasoaña |
Zuriáin |
Iroz |
Zabaldica |
Villava |
Burlada |
Pamplona |
Cizur Menor |
Guenduláin |
Zariquiegui |
Alto del Perdón |
Uterga |
Muruzábal |
Obanos |
Puente la Reina |
Mañeru |
Cirauqui |
Lorca |
Villatuerta |
Estella-Lizarra |
Kloster Irache |
Azqueta |
Villamayor de Monjardín |
Los Arcos |
Sansol |
Torres del Río |
Viana |
Logroño |
Navarrete |
Nájera |
Azofra |
Cirueña |
Santo Domingo de la Calzada |
Grañón |
Redecilla del Camino |
Castildelgado |
Viloria de Rioja |
Villamayor del Río |
Belorado |
Tosantos |
Villambistia |
Espinosa del Camino |
Villafranca Montes de Oca |
Kloster San Juan de Ortega |
Agés |
Atapuerca |
Cardeñuela Ríopico |
Orbaneja Ríopico |
Villafría |
Burgos |
Villalbilla de Burgos |
Tardajos |
Rabé de las Calzadas |
Hornillos del Camino |
San Bol |
Hontanas |
Kloster San Anton de Castrojeriz |
Castrojeriz |
Puente de Itero |
Itero de la Vega |
Boadilla del Camino |
Frómista |
Población de Campos |
Villarmentero de Campos |
Villalcázar de Sirga |
Carrión de los Condes |
Calzadilla de la Cueza |
Ledigos |
Terradillos de los Templarios |
Moratinos |
San Nicolás del Real Camino |
Sahagún |
Calzada del Coto |
Bercianos del Real Camino |
El Burgo Ranero / Calzadilla de los Hermanillos |
Reliegos |
Mansilla de las Mulas |
Villamoros de Mansilla |
Villarente |
Arcahueja |
Valdelafuente |
León |
Trobajo del Camino |
Virgen del Camino |
Valverde de la Virgen |
San Miguel del Camino |
Villadangos del Páramo |
San Martín del Camino |
Hospital de Órbigo |
Villares de Órbigo |
Santibáñez de Valdeiglesias |
San Justo de la Vega |
Astorga |
Murias de Rechivaldo |
Santa Catalina de Somoza |
El Ganso |
Rabanal del Camino |
Foncebadón |
Cruz de Ferro |
Manjarín |
El Acebo |
Riego de Ambrós |
Molinaseca |
Ponferrada |
Columbrianos |
Camponaraya |
Cacabelos |
Villafranca del Bierzo |
Pereje |
Trabadelo |
La Portela de Valcarce |
Ambasmestas |
Vega de Valcarce |
Ruitelán |
Las Herrerías |
La Faba |
Laguna de Castilla |
O Cebreiro |
Liñares |
Hospital da Condesa |
Padornelo |
Alto do Poio |
Fonfría |
O Biduedo |
As Pasantes |
Ramil |
Triacastela |
Samos / Calvor |
Sarria |
Barbadelo |
Mercado de Serra |
Brea |
Ferreiros |
Vilachá |
Portomarín |
Gonzar |
Ligonde |
Palas de Rei |
San Xulián do Camiño |
Leboreiro |
Furelos |
Melide |
Boente |
Castañeda (Galicien) |
Ribadiso |
Arzúa |
Santa Irene |
Amenal |
Lavacolla |
Monte de Gozo |
Santiago de Compostela

## Filme
- 2005: Saint Jacques… Pilgern auf Französisch
- 2009: Ich trag dich bis ans Ende der Welt
- 2010: Dein Weg (The Way)
- 2015: Ich bin dann mal weg